# Einkaufaktuell

Das Logo von Einkaufaktuell

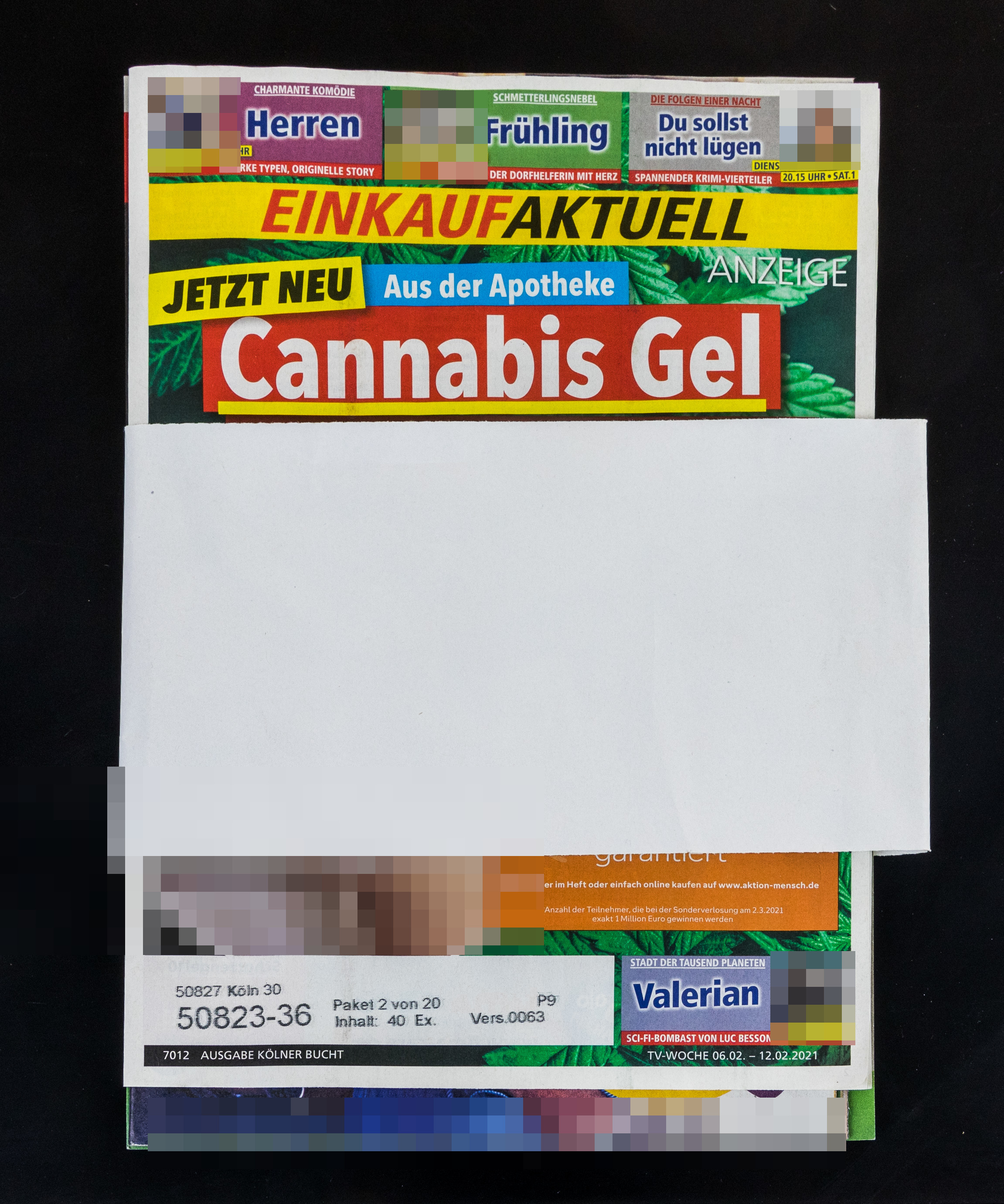
Einkaufaktuell, Ausgabe Kölner Bucht, Februar 2021, mit Papierbanderole statt Plastikverpackung

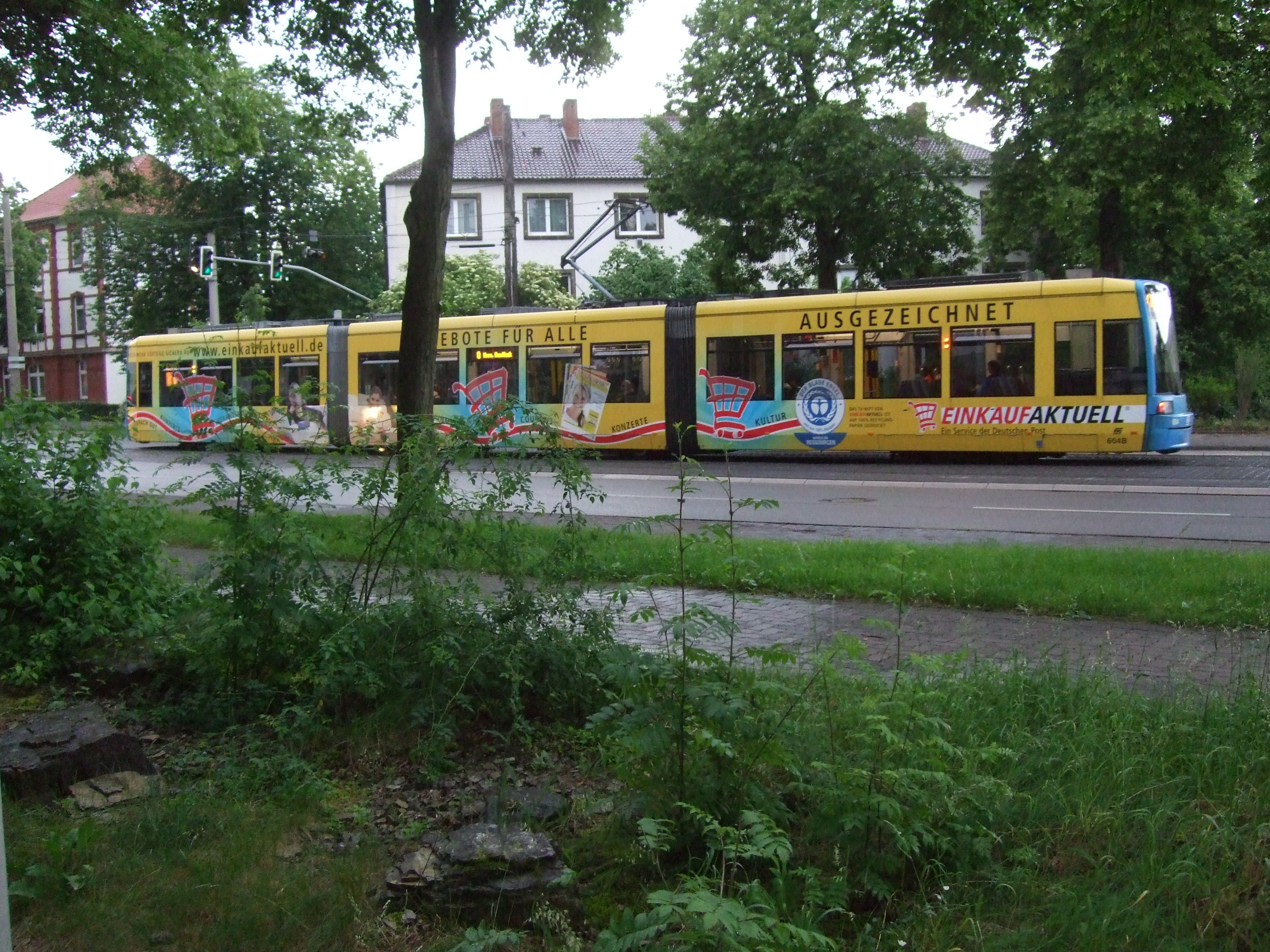
Werbung für Einkaufaktuell auf einer Straßenbahn in Kassel

Einkaufaktuell (eigene Schreibweise: EINKAUFAKTUELL) war eine unadressierte Postwurfsendung (Werbesendung) der Deutschen Post AG, die wöchentlich in bestimmten Zustellgebieten in Deutschland an alle Haushalte, die nicht Werbeverweigerer sind, verteilt wurde. Die Zustellung erfolgte dabei im Regelfall samstags, ausnahmsweise auch bereits freitags. Das Trägermedium des Werbeproduktes war eine TV-Programmübersicht mit dem aktuellen Fernsehprogramm der Folgewoche, ausgewählter, überwiegend werbefinanzierter Fernsehsender. Des Weiteren enthielt die Wurfsendung regionale und überregionale Beilagen- und Anzeigenwerbung. Die Postwurfsendung wurde seit Herbst 2002 verteilt.
Die Postwurfsendung sollte in der Ursprungsplanung am 30. März 2024 letztmals ausgeteilt werden. Aufgrund von kurzfristigen Anzeigenstornierungen wurde der Verteilungsstopp in einigen Regionen vorgezogen. So wurde der Raum Flensburg am 13. Januar 2024 das letzte Mal beliefert. Danach folgten zum 3. Februar 2024 die Region Koblenz, Anfang März 2024 die Gebiete Hannover/Braunschweig, München, Regensburg und Rhein-Neckar und ab 9. März alle restlichen Gebiete mit Ausnahme der Gebiete Hamburg, Ostwestfalen, Berlin und Münster/Osnabrück, die zu Ende März folgten.

## Auflage und Verteilungsgebiet
Das Trägermedium wurde in einer Auflage von rund 20 Millionen Stück von verschiedenen Druckereien, darunter die Druckerei Svoboda Press in Prag, gedruckt. Einkaufaktuell wurde im August 2010 in 27 verschiedenen Ausgaben größerer Städte bzw. Ballungsräume verteilt. Zum Schluss wurde das Medium in den Großräumen Berlin, Leipzig, München, Regensburg und West-/Norddeutschland verteilt. Die Verteilung erfolgte zu Beginn in einer PE-Umhüllung, die bis Ende 2022 in allen Verteilgebieten durch eine Papierbanderole ersetzt wurde. Durch das Bündeln mit Werbeprospekten galt Einkaufaktuell als Werbesendung und durfte nicht in Briefkästen mit dem Vermerk „keine Werbung“ eingeworfen werden.

## Umweltbelastung
Die PE-Verpackung wog pro Sendung 2,3 Gramm (Probemessung April 2008); das bedeutet, dass bei einer Auflage von 17,6 Millionen Stück die Folierung ein Gesamtverpackungsgewicht von 40,4 Tonnen pro Ausgabe ausmacht. Das mit pro Ausgabe (Einzelgewicht 3,3 Gramm) über 58 Tonnen anfallende Papier beinhaltete noch nicht die regional beigelegten Werbezusätze. Die Umweltbelastung ist aufgrund der Tatsache, dass Werbesendungen in vielen Haushalten nicht getrennt nach Papier und Umverpackung meist im Papiermüll landen, noch als weitaus höher einzuschätzen. Die seit dem 1. März 2008 erschienenen Ausgaben des Trägermediums trugen das Umweltzeichen „Blauer Engel“, da sie zu 100 % aus Altpapier bestanden.

## Juristische Auseinandersetzungen

### Kartellbeschwerde und einstweilige Verfügungen
Seit der Einführung der Wurfsendung wurden mehrere einstweilige Verfügungen gegen die Deutsche Post AG erwirkt. Mehrere dieser einstweiligen Verfügungen beziehen sich auf wettbewerbsrechtliche Verstöße, die zahlreiche Werbeaussagen bezüglich der Reichweite und Werbewirkung des Werbeprospekts sowie gewisse Wettbewerbsvergleiche bei Strafe untersagen.
Die beiden Verlegerverbände, der Bundesverband Deutscher Anzeigenblätter (BVDA) und der Bundesverband Deutscher Zeitungsverleger (BDZV), reichten im September 2003 beim Bundeskartellamt Beschwerde gegen die Deutsche Post AG ein und warfen der Deutschen Post AG vor, mit dem Werbeprospekt Einkaufaktuell mit Dumpingpreisen gezielt Werbekunden der Anzeigenblatt- und Tageszeitungsverleger abzuwerben. Das Bundeskartellamt lehnte aber eine Untersagung der Wurfsendung ab.

### Vorwürfe des Monopolmissbrauchs und der Verfassungswidrigkeit
Hessens Wirtschaftsminister Alois Rhiel (CDU) kritisierte die Deutsche Post AG bezüglich Einkaufaktuell dahingehend, dass der Konzern mit dem Werbeprodukt seine Monopolstellung auf dem Postmarkt missbrauche. Vor der Aufhebung des Briefmonopols in Deutschland merkte der Anwalt für Wettbewerbsrecht, Christian Frhr. von Ulmenstein, an, dass, würden bei der Verteilung der Wurfsendung Postzusteller gleichzeitig als Prospektverteiler eingesetzt und somit Dienstleistungen für private Firmen erbracht werden, dies wettbewerbsrechtlich problematisch sei. Ferner merkte er an, dass die kostenlose „Dreingabe“ des Fernsehprogramms ein „Lockmittel für unverlangte Werbung“ und daher „wohl unzulässig“ sei.
Im März 2008 erhob der BDZV eine Klage gegen die Deutsche Post mit der Behauptung, dass diese mit ihrem Werbeprodukt Einkaufaktuell und der Beifügung einer Illustrierten in Verbindung mit der Beteiligung der Bundesrepublik Deutschland an der Deutschen Post AG gegen das Gebot der Staatsferne der Presse aus Art. 5 Absatz 1 Satz 2 GG verstoße sowie wettbewerbswidrig handele. Das Landgericht Hamburg hat die Klage abgewiesen (LG Hamburg, 6.11.2008 – 315 O 136/08). Die hiergegen eingelegte Berufung wurde zurückgewiesen (OLG Hamburg, 9.6.2010 – 5 U 259/08). Die dagegen erhobene Revision wurde ebenfalls zurückgewiesen (BGH, 15.12.2011 – I ZR 129/10).
Vor der Bundestagswahl 2009 rief Einkaufaktuell zur Wahl der CDU auf. Dies brachte ihr seitens des BVDA den Vorwurf ein, das Gebot der Staatsferne verletzt zu haben. Einen Tag vor der Landtagswahl in Nordrhein-Westfalen 2010 wurde auf dem Titelblatt von Einkaufaktuell für den Ministerpräsidenten Jürgen Rüttgers geworben und im Inneren befand sich ein Interview mit ihm. Nur bei genauem Hinsehen war ersichtlich, dass es sich um eine Anzeige handelte. Dieses Vorgehen wurde erneut vom BDZV kritisiert.

### Postwurfsendungen gegen den Willen des Empfängers
Durch Urteil des Landgerichts Lüneburg wurde die Deutsche Post verpflichtet, die Zustellung von Einkaufaktuell an den Kläger zu unterlassen, da Postwurfsendungen gegen den Willen des Empfängers eine unzumutbare Belästigung darstellen (LG Lüneburg, 4.11.2011 – 4 S 44/11). Es hob damit ein Urteil des Amtsgerichtes Lüneburg vom 1. Juni 2011 (AZ 9 C 17/11) auf. Geklagt hatte ein Rechtsanwalt, der der Zustellung von Einkaufaktuell gegenüber der Deutschen Post widersprach. Da diese anhielten, klagte der Geschädigte auf Unterlassung gemäß § 1004 BGB in Verbindung mit § 823 Abs. 1 BGB, § 1, § 7 Abs. 2 Nr. 1 UWG. Die Deutsche Post AG wurde unter Androhung eines Ordnungsgeldes von 250.000 Euro für jede Zuwiderhandlung auf Unterlassung verurteilt.
In der Begründung des Landgerichts heißt es, dass „das Zusenden von Postwurfsendungen gegen den ausdrücklichen Willen des Empfängers […] einen rechtswidrigen Eingriff in das Recht auf informationelle Selbstbestimmung“ darstelle und dass „Postwurfsendungen, die der Empfänger erkennbar nicht wünscht, […] stets eine unzumutbare Belästigung im Sinne des § 7 Abs. 2 Nr. 1 UWG“ darstellen. „Für die Erkennbarkeit eines entgegenstehenden Willens des Empfängers genügt eine entsprechende Mitteilung an das werbende Unternehmen, es besteht keine Pflicht zum Anbringen eines Aufklebers „Werbung – Nein danke“ auf dem Briefkasten.“
Die Deutsche Post AG hatte argumentiert, dass die Nichtzustellung „mit höheren Kosten und einem erheblichen organisatorischen Aufwand verbunden“ sei. Für das Gericht stellte „eine besonders kostengünstige und effektive Werbung […] kein rechtliches Argument“ dar, „um sich über das gesetzliche Verbot des § 7 Abs. 2 Nr. 1 UWG zu erheben“. Hierbei bezog es sich auf ein vergleichbares Urteil des Landgerichts Flensburg.
Das Amtsgericht Bonn hingegen wies mit Urteil vom 15. August 2013 eine Klage auf Unterlassung ab unter Hinweis auf die Möglichkeit, einen entsprechenden Aufkleber anzubringen (AG Bonn, 15.8.2013 – 103 C 82/13).